# Vetomania
Vetomania – pierwszy album zespołu V.E.T.O., nagrany w Warszawie i wydany w 1999 roku.

## Lista utworów
1. „Sny o lepszych czasach” – 4:25
2. „Daj chwilę” – 3:18
3. „To ci bida” – 3:49
4. „C.K. poezja” – 2:07
5. „V.E.T.O. P.H.” – 4:24
6. „Eleganckie bale” – 3:52
7. „C.K.W.P.” – 3:31
8. „Poniedziałek” – 3:00
9. „V.E.T.O wersja automatik” – 3:03
10. „Nie sądzę” – 3:01
11. „Problemy zostaw z boku” – 3:37
12. „Kasa może many” – 3:07
13. „Dzień ekspedienta” – 1:29
14. „Nagrywki i brechty” – 2:12
15. „Nie trzaskaj furtką” – 2:31
16. „Jak by to nazwać” – 1:50
17. „C.K.W.P remiks” – 3:56
18. „Sny o lepszych czasach remiks” – 4:23